# Botswana vid världsmästerskapen i simsport 2024
Botswana tävlade vid världsmästerskapen i simsport 2024 i Doha i Qatar mellan den 2 och 18 februari 2024. Botswana hade en trupp på tre idrottare, varav en kvinna och två män.

## Tävlande per sport
Följande är en lista över antalet tävlande per sport.
| Sport                | Herrar | Damer | Totalt |
| -------------------- | ------ | ----- | ------ |
| Simning              | 1      | 1     | 2      |
| Öppet vatten-simning | 1      | 0     | 1      |
| Totalt               | 2      | 1     | 3      |

## Simning
Herrar
| Idrottare       | Gren           | Heat    | Heat      | Semifinal        | Semifinal        | Final            | Final            |
| Idrottare       | Gren           | Tid     | Placering | Tid              | Placering        | Tid              | Placering        |
| --------------- | -------------- | ------- | --------- | ---------------- | ---------------- | ---------------- | ---------------- |
| Adrian Robinson | 50 m bröstsim  | 28,60   | 33        | Gick inte vidare | Gick inte vidare | Gick inte vidare | Gick inte vidare |
| Adrian Robinson | 100 m bröstsim | 1.03,42 | 45        | Gick inte vidare | Gick inte vidare | Gick inte vidare | Gick inte vidare |

Damer
| Idrottare    | Gren        | Heat  | Heat      | Semifinal        | Semifinal        | Final            | Final            |
| Idrottare    | Gren        | Tid   | Placering | Tid              | Placering        | Tid              | Placering        |
| ------------ | ----------- | ----- | --------- | ---------------- | ---------------- | ---------------- | ---------------- |
| Maxine Egner | 50 m frisim | 26,58 | 47        | Gick inte vidare | Gick inte vidare | Gick inte vidare | Gick inte vidare |

## Öppet vatten-simning
Herrar
| Idrottare        | Gren | Tid                 | Placering           |
| ---------------- | ---- | ------------------- | ------------------- |
| Benco van Rooyen | 5 km | Utanför tidsgränsen | Utanför tidsgränsen |